# 堂尾弘子
堂尾 弘子（どうお ひろこ、1955年3月14日 - ）は、フリーアナウンサー。元ニッポン放送アナウンサー。

## 来歴
東京都生まれ。東京都立広尾高等学校、1977年3月、日本大学芸術学部卒業後の同年4月、ニッポン放送に入社。
1986年7月末付で同社を退職し、同年8月からフリーとして活動する。（当時担当していたニッポン放送の番組には継続して出演）。
お笑いタレントのタモリとのコンビは1980年の『だんとつタモリ おもしろ大放送!』から始まった。番組名が『タモリの週刊ダイナマイク』に変わった後もタモリとは2005年まで約25年間もの長きに渡りアシスタントとして共演し、名フォロー役と評された。毎年手作りの味噌をタモリにプレゼントしていることを1980年から2004年まで番組内で公表している。
フリーアナウンサーになってからの所属事務所はプラステン。

## 出演番組

### 現在
- FM Radio Shopping NACK5版（NACK5） - ショッピングキャスター、2週連続で担当（主に月中旬～下旬頃）。

### 過去

#### ニッポン放送時代
- 八代英太のお早ようニッポン（ニッポン放送）
- 不二家歌謡ベストテン（ニッポン放送）
- だんとつタモリ おもしろ大放送!（ニッポン放送）

#### フリー以後
- タモリの週刊ダイナマイク（ニッポン放送）
- J-WAVEヘッドラインニュース（J-WAVE） - 情報担当アナウンサー
- スペシャルサタデー まいどニッポン!（KBS滋賀）
- お願い!DJ!小林克也はっぴぃウィークエンド→お願い!DJ!小林克也青春ベストヒットリクエスト（ニッポン放送）